# Фраас, Карл
Карл Николаус Фраас (нем. Carl Nikolaus Fraas; 6 сентября 1810, Раттельсдорф, Бавария, — 10 ноября 1875, Нойфрайман близ Мюнхена, Германская империя) — немецкий ботаник и агроном.

## Биография
В качестве придворного садового инспектора поселился в 1835 году в Афинах, где в 1836 году получил также кафедру ботаники в университете. В 1837 году стал директором Королевского сада. В 1842 году он был уже преподавателем сельскохозяйственной и ремесленной школы во Фрейзинге, затем инспектором в Центральной сельскохозяйственной школе в Шлейсгейме, в 1847 году — профессором сельского хозяйства в Мюнхене и в 1851 году — директором Центрального ветеринарного училища. Фраас много лет был письмоводителем Баварского сельскохозяйственного общества, из которого в 1864 году вынужден был выйти вследствие политических разногласий. Позднее он удалился в своё поместье Нейфрейман близ Мюнхена. Фраас считается одним из самых выдающихся учёных по сельскому хозяйству XIX века.

## Эпонимы
Вид растений семейства Астровые Achillea fraasii Sch. Bip.

## Труды
Его первые труды были посвящены ботанике, как, напр. (на новогреческ. языке), «Στοιχεία τής βοτανικής» (Афины, 1837 г.) и книги:
- «Synopsis plantarum florae classicae» (Мюнхен, 1845);
- «Klima und Pflanzenwelt in der Zeit, ein Beitrag zur Geschichte beider» (Landsh., 1847).

Из его более поздних сельскохозяйственных сочинений следует назвать:
- «Historischencyclopaed. Grundriss der Landwirtschaftslehre» (Штутгарт, 1848);
- «Geschichte der Landwirtschaft» (увенчано премией, Прага, 1851);
- «Geschichtliche Uebersicht der Fortschritte der landwirtschaftlichen Erkentnisse in den letzten 100 Jahren» (Прага, 1851—52);
- «Schule des Landbaues» (5 изд., Мюнхен, 1871);
- «Bayerns Rinderrassen» (там же, 1853);
- «Die Natut der Landwirtschaft» (там же, 1857);
- «Buch der Natur für Landwirte» (там же, 1860);
- «Die künstliche Fisenerzeugung» (там же, 1854);
- «Die Ackerbaukrisen und ihre Heilmittel» (Лиц., 1866);
- «Geschichte der Landbau und Forstwissenschaft seit dem XVI Jahrhundert» (Мюнхен, 1866);
- «Das Wurzelleben der Kulturpflanzen» (2 изд. Берлин, 1872);
- «Dorfgeschichten» (Мюнхен, 1870).

В 1862 году в Мюнхене основал сельскохозяйственный еженедельник Schranne.